# جان راسل (دیپلمات)
جان راسل (انگلیسی: John Russell; ۲۲ اوت ۱۹۱۴ – ۳ اوت ۱۹۸۴) دیپلمات اهل بریتانیا بود. او در سال ۱۹۷۳ در مجموعه مستند معروف دنیا در جنگ در قسمت پنجم (بارباروسا) مصاحبه کوتاهی داشت.